# 列寧斯基 (薩哈共和國)
列宁斯基（羅馬化：Leninskiy）是俄罗斯萨哈共和国的市级镇，属阿尔丹区，在区行政中心阿尔丹东南方向、共和国首府雅库茨克西南方向。
该地2021年人口有1,575人；2010年人口1,866；2002年人口2,112；1989年人口2,662。